# Mandato de la Sociedad de las Naciones

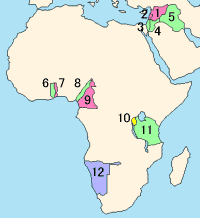
Mandatos en Oriente Medio y en África:
1. Mandato francés de Siria y el Líbano
2. Mandato francés de Líbano
3. Mandato británico de Palestina
4. Mandato británico de Transjordania (hoy Jordania)
5. Mandato británico de Irak
6. Togolandia británica
7. Togolandia francesa
8. Camerún británico
9. Camerún francés
10. Ruanda-Urundi
11. Tanganica
12. África del Sudoeste

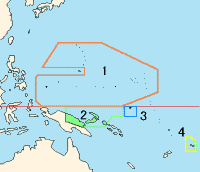
Mandatos en el Pacífico:
1. Mandato del Pacífico Sur
2. Territorio de Nueva Guinea
3. Nauru
4. Samoa Occidental

Un Mandato de la Sociedad de las Naciones se refiere a varios territorios establecidos en el artículo 22 del Tratado de Versalles, y que habían sido previamente controlados por países derrotados en la Primera Guerra Mundial: los territorios coloniales del Imperio alemán y las antiguas provincias del Imperio otomano divididas en la partición del Imperio otomano.
El mandato era la entrega a potencias aliadas (y vencedoras en la Gran Guerra) de dichos territorios para su administración y, en algunos casos, su futura independencia. Dichos mandatos fueron supervisados por la Comisión Permanente de Mandatos de la Sociedad de las Naciones. Los mandatos eran diferentes de los protectorados, en el que la potencia administradora asumía obligaciones con los habitantes del territorio y con la Sociedad de las Naciones.
El nivel exacto de control de la potencia administradora sobre cada mandato era decidida en unos principios individuales por la Sociedad de las Naciones; sin embargo, de forma general, la potencia administradora tenía prohibido construir fortificaciones y crear un ejército dentro del territorio, y tenía que presentar un informe anual sobre el territorio a la Sociedad de las Naciones.
A pesar de esto, los mandatos fueron vistos como colonias de facto de las naciones victoriosas en la Primera Guerra Mundial.
La categoría de distribución de los mandatos dependía del nivel de desarrollo de cada población, y era la siguiente:
- Mandatos tipo A, aquellas comunidades que habían alcanzado cierto grado de desarrollo que permitiría su viabilidad como países próximos a una independencia, siempre que contasen con los consejos y auxilios de un mandatario hasta que sean capaces de conducirse por sí mismas. Consistía de las provincias otomanas del Próximo Oriente:
  - Mesopotamia, asignado al Reino Unido. Se independizó en 1932 como Irak.
  - Palestina, asignado al Reino Unido. Fue dividido en dos partes, Transjordania (1922) y Palestina, que a su vez fue dividida en dos estados por la ONU (1947). Las zonas de Gaza y Cisjordania, fueron ocupadas por Egipto y Jordania desde 1949 hasta 1967, cuando fueron ocupadas por Israel.
  - Siria, asignada a Francia. Fue dividida en dos países, Líbano (1943) y Siria (1944). La provincia norte de Hatay fue transferida a Turquía en 1939.
- Mandatos tipo B, aquellos territorios o colonias cuya independencia no podía ser resuelta debido a su bajo nivel de desarrollo y problemas sociales internos e internacionales, necesitando la administración de otro país. Corresponde a los territorios alemanes en África: 
  - Tanganica, hoy Tanzania, asignada al Reino Unido. Se independizó en 1961.
  - Camerún Alemán dividido entre el Reino Unido (Camerún británico) y Francia (Camerún francés). La parte francesa se independizó como Camerún en 1960 y la parte británica fue transferida a Camerún en 1961. El extremo norte del Camerún británico fue transferido a Nigeria en 1961.
  - Togolandia dividido entre Francia (Togolandia francesa) y Reino Unido (Togolandia británica). La parte francesa se independizó como Togo en 1960, y la parte británica fue transferida a la Costa de Oro británica (hoy Ghana) en 1956.
  - Ruanda-Urundi, asignada a Bélgica. Se independizó en 1962 como dos países, Ruanda y Burundi.
- Mandatos tipo C, territorios o colonias que debido a su densidad poblacional o lejanía de centros civilizados o por su continuidad geografía o por otras circunstancias deben ser administradas como parte integrante de la metrópoli colonial. Corresponde a territorios alemanes de África y Oceanía:
  - África del Sudoeste Alemana, hoy Namibia, asignada a Sudáfrica. Se independizó en 1990.
  - Nueva Guinea, asignada al Reino Unido y más tarde a Australia. Se independizó en 1975 como Papúa Nueva Guinea.
  - Samoa Occidental, hoy Samoa, asignada al Reino Unido y más tarde a Nueva Zelanda. Se independizó en 1962.
  - Mandato de las Islas del Pacífico, asignado a Japón y más tarde a Estados Unidos. Corresponde a las islas al norte del ecuador en el Pacífico occidental. En la actualidad son Estados bajo la orientación estadounidense y no han alcanzado la independencia total, si bien la ONU los reconoce como independientes.
  - Nauru, asignada al Reino Unido y más tarde a Australia. Se independizó en 1968.

Los mandatos fueron reemplazados por la administración fiduciaria, supervisada por el Consejo de Administración Fiduciaria de las Naciones Unidas, en 1945.